# Oswald Pilloud

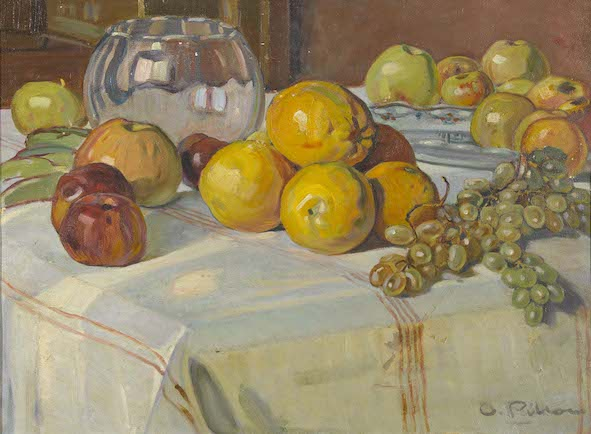
Stillleben

Ignace Nazaire Oswald Pilloud (* 27. Juli 1873 in Châtel-Saint-Denis; † 6. Juli 1946 in Freiburg) war ein Schweizer Maler.

## Leben
Oswald Pilloud wurde in 1873 in Châtel-Saint-Denis geboren. Zwischen 1896 und 1899 besuchte er das Technicum in Freiburg, wo er den berühmten Maler Ferdinand Hodler als Lehrer hatte. Dort studierte er zusammen mit Raymond Buchs, Hiram Brülhart und Jean-Edouard de Castella. Dann ging er nach Paris und studierte an der Académie de la Grande Chaumière und der Académie Colarossi.
Nach seiner Rückkehr aus Frankreich 1905 lehrte er das Zeichnen in Freiburg am Technicum. Zwei Jahre später wurde er Mitglied der Gesellschaft Schweizerischer Maler, Bildhauer, Architekten und Visueller Kunstler.

## Werke (Auswahl)
- Alpes fribourgeoises, circa 1917. Musée gruérien, Bulle
- La Veveyse, o. D. Museum für Kunst und Geschichte, Freiburg in Ü.
- Marché à Fribourg, o. D. Sammlung Freiburger Kantonalbank